# Legarsi alla montagna
Legarsi alla montagna è stato un evento, ideato da Maria Lai, a cui partecipò l'intera comunità di Ulassai l'otto settembre del 1981. Legarsi alla montagna è la prima opera di Arte relazionale a livello internazionale.

## Operazione comunitaria
Tutto ebbe inizio quando l'allora sindaco Antioco Podda e l'Amministrazione Comunale commissionarono all'artista Maria Lai la realizzazione di un importante monumento ai Caduti in Guerra per il paese. L'artista rifiutò l'incarico e decise di modificarne gli intenti realizzando qualcosa che servisse per i vivi e non per i morti. Reinterpretando un'antica leggenda del paese, legò insieme agli abitanti tutte le porte, le vie e le case con circa 27 km di nastri di stoffa celeste. L'operazione materiale durò tre giorni: il primo giorno vennero tagliate le stoffe, il secondo giorno vennero distribuite e il terzo vennero legate, coinvolgendo donne, bambini, pastori, anziani.
Ma la gestazione dell'opera fu molto più lunga: inizialmente i popolani non condivisero le dinamiche e si rifiutarono di collaborare. Le proposte della Lai in un primo momento suscitarono preoccupazione per il risvegliarsi di antichi rancori tra abitanti stessi, tanto che ci vollero parecchi mesi per ritrovare un filo di discussione.
Dopo un anno e mezzo di trattative, si arrivò a un compromesso: laddove tra famiglie esisteva un legame d'amore, al nastro vennero legati dei pani tipici detti "su pani pintau", mentre laddove le famiglie erano avverse il nastro indicava il confine del rispetto delle parti.
L'intera operazione venne accompagnata dalla straordinaria figura del flautista Angelo Persichilli, documentata inoltre dal fotografo Piero Berengo Gardin, cugino del famoso Gianni Berengo Gardin e attraverso un cortometraggio, dall'artista Tonino Casula.
Sul finire della serata, gli scalatori legarono i nastri al Monte Gedili, la montagna più alta che sovrasta l'abitato. Ulassai fu legata, e fu legata alla sua montagna.

## Leggenda antica di Ulassai
La leggenda dal quale partì tutto si chiama "Sa Rutta de is'antigus", cioè "La grotta degli antichi" e affonda le origini in un fatto realmente accaduto nel paese. Nel 1861 si staccò un costone della montagna e travolse un'abitazione della parte più alta del paese. In quell'occasione morirono due bambine, mentre una terza riuscì a salvarsi proprio con un nastro celeste in mano. I popolani videro in questo fatto un miracolo divino e ne conservarono il ricordo, tramandandone di generazione in generazione una versione in parte veritiera e in parte fiorita di pittoresche sfumature di fantasia.

## Il dopo Operazione Comunitaria
L'operazione suscitò clamore e stupore tra paesi vicini, e successivamente a questa operazione Ulassai divenne pian piano un Museo a cielo aperto. Mentre, a livello dei grandi circuiti della critica nazionale, Maria Lai venne criticata in modo negativo. L'operazione rimase in silenzio a livello di critica generale per oltre un ventennio. Ora invece è stata rivalutata a carattere nazionale, in particolare ad iniziare da Alessandra Pioselli, nel volume pubblicato da Bruno Mondadori, che la vede come lo spartiacque dell'Arte Contemporanea, poiché per la prima volta l'artista e l'opera d'arte risiedono nella figura dello spettatore, facendo di quest'ultimo il vero artefice dell'operazione. Legarsi alla montagna quindi è stata la prima operazione di Arte Relazionale.

## Citazioni
(Filiberto Menna, 1982)